# Aeropuerto Internacional Sir Seretse Khama
El Aeropuerto Internacional Sir Seretse Khama (IATA: GBE, OACI: FBSK) ubicado a 15 km al norte de Gaborone es el principal aeropuerto internacional de la capital de Botsuana. El aeropuerto debe su nombre a Seretse Khama, primer presidente de Botsuana.

## Características
- Horario: GMT +2.
- Traslados a la ciudad: Minibuses de hotel y taxis (15 minutos de trayecto). No hay buses regulares.
- Alquiler de vehículos: Avis e Imperial.
- Instalaciones: Una terminal con cambio de divisas de Barclays Bank, bar y restaurante, taquillas y tienda duty-free para vuelos a las afueras de la Unión Común de Consumidores (Sudáfrica, Lesoto, Suazilandia).

## Ampliación
El gobierno de Botsuana ha comenzado un plan de ampliación de 61 millones de dólares para ampliar el aeropuerto y acomodarlo al crecimiento del tráfico y a mayores aviones. El contratista del proyecto es SinoHydro Corporation, con base en China. El objetivo del proyecto es incrementar su capacidad para el Mundial 2010 en la vecina Sudáfrica.

## Accidente fatal
El 11 de octubre de 1999, un capitán de Air Botsuana, Chris Phatswe, cogió un ATR-42 con registro A2-ABB a primera hora de la mañana y despegó. Una vez en el aire, requirió por radio hablar con el presidente, el director general de Air Botsuana, el jefe de radio, la comisaría y su novia, entre otros. Puesto que el presidente estaba fuera del país, se le puso en contacto con el vicepresidente. A pe
Ar de los esfuerzos para persuadirle de que aterrizase y discutir sus problemas, sostuvo que se estrellaría sobre algunos aviones en plataforma. Tras dos horas de vuelo, efectuó dos loopings y se estrelló a doscientos nudos (230 mph) sobre otros dos ATR-42 se Air Botswana aparcados en plataforma. El capitán murió pero no hubo que lamentar más daños personales.
La aerolínea sostuvo que el piloto había sido retirado del pilotaje por razones médicas.
Las operaciones de Air Botswana fueron reducidas, puesto que la aerolínea sólo contaba con un avión - un BAe 146 parado por razones técnicas.

## Aerolíneas y destinos

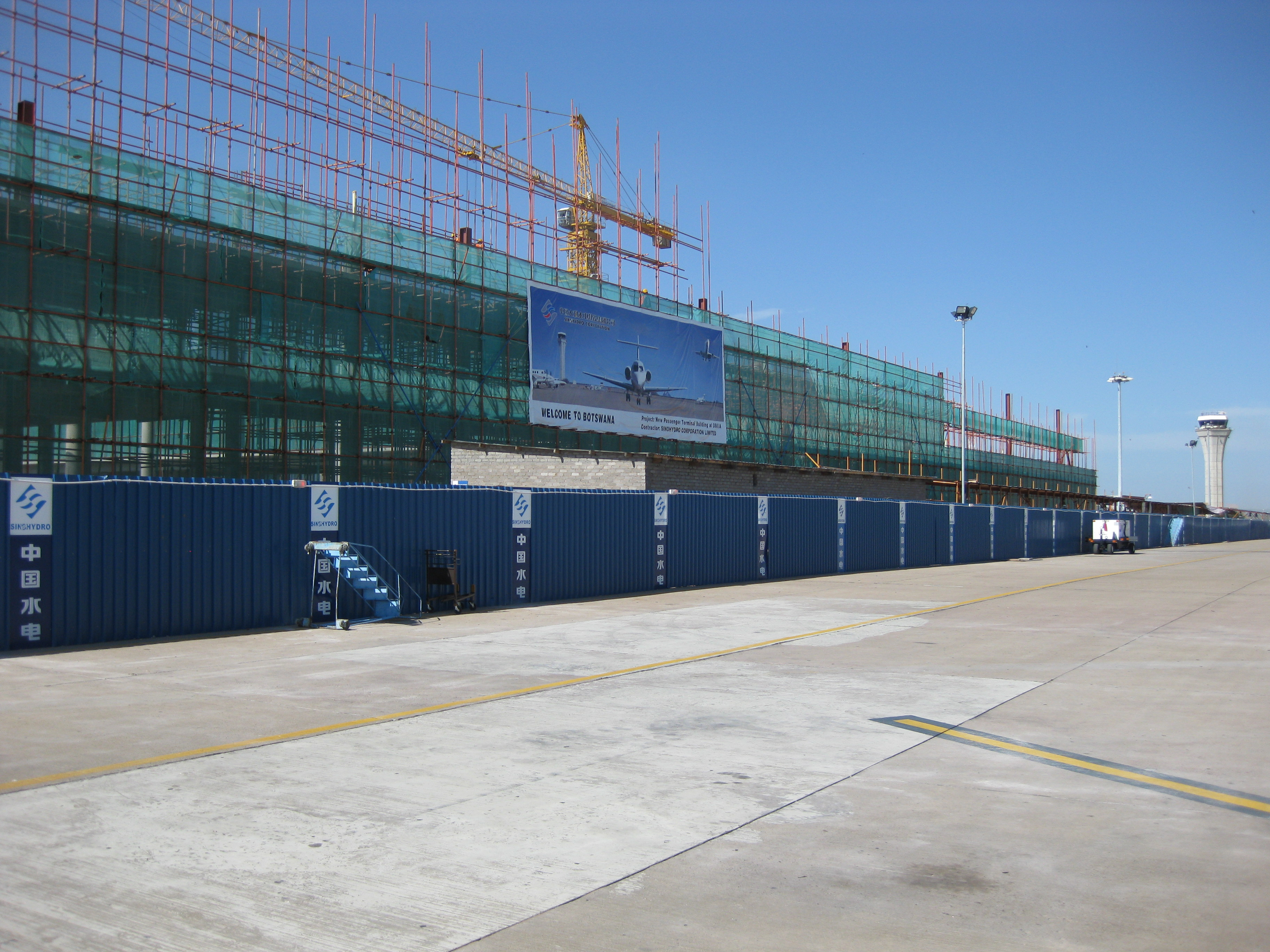
Construcción en el Aeropuerto Internacional Sir Seretse Khama - Gaborone
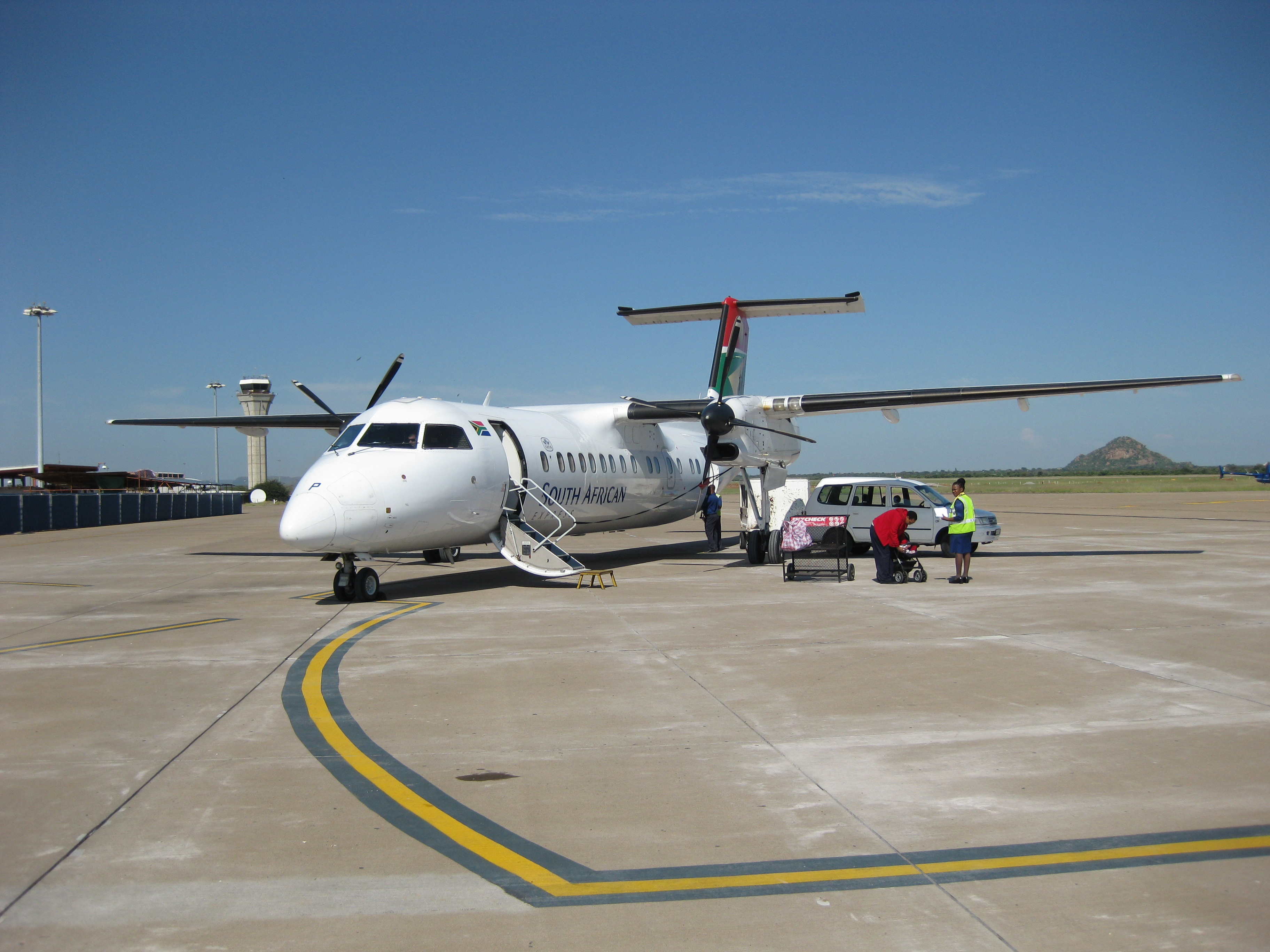
South African Airways en el Aeropuerto Internacional Sir Seretse Khama - Gaborone
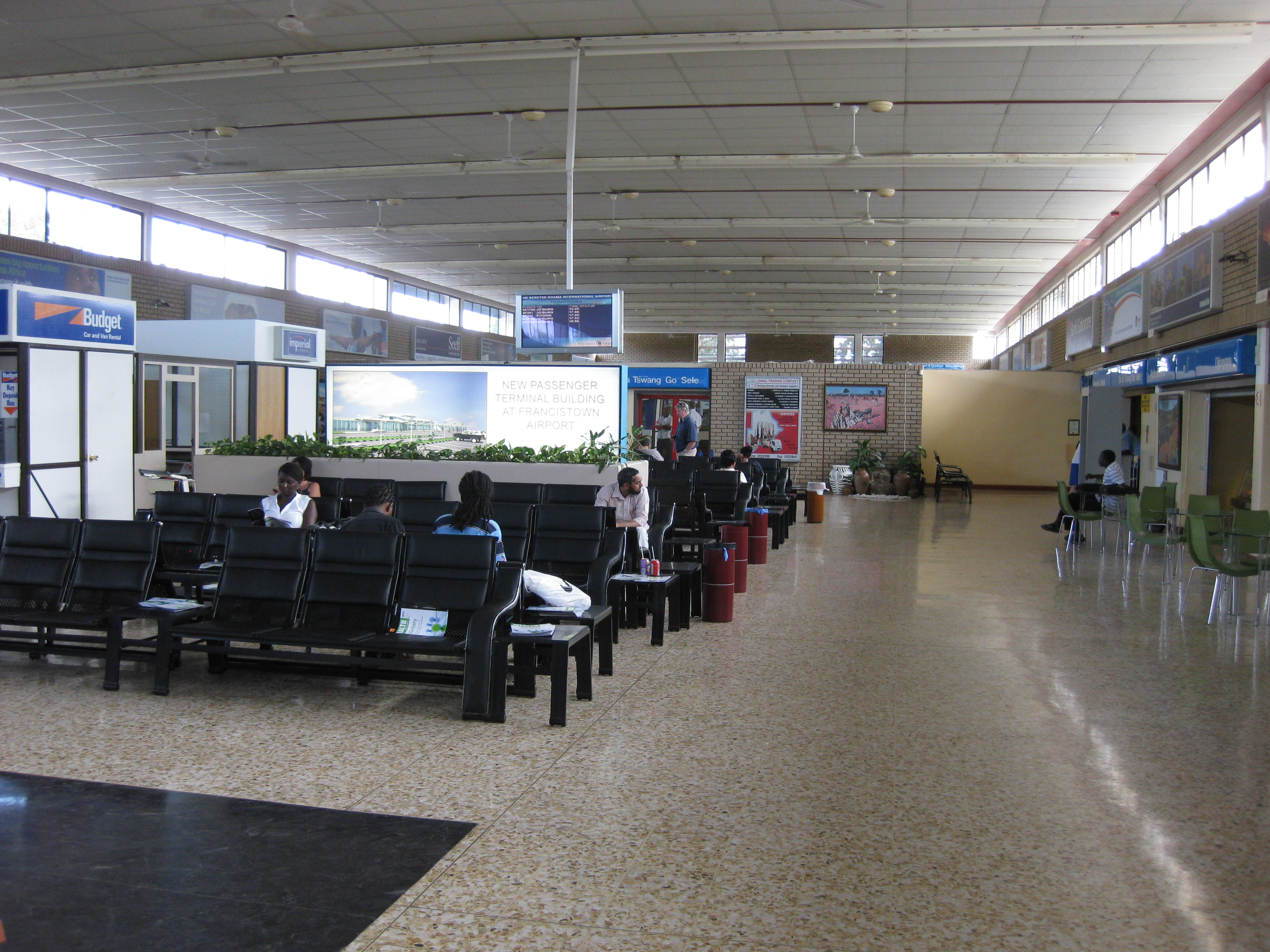
Interior del Aeropuerto Internacional Sir Seretse Khama - Gaborone
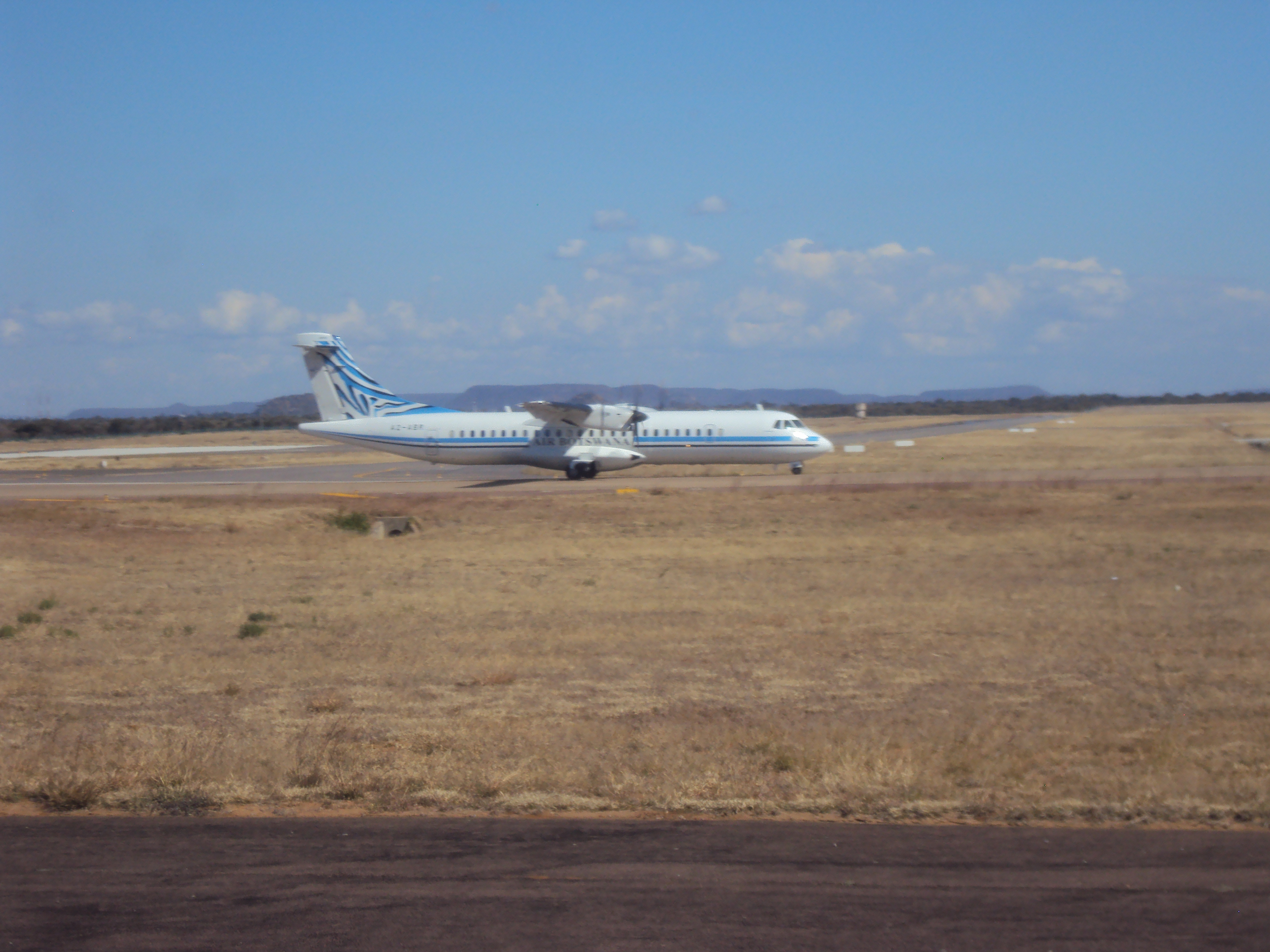
Air Botswana en el Aeropuerto Internacional Sir Seretse Khama - Gaborone
Aeropuerto Internacional Sir Seretse Khama antes de la remodelación

### Destinos nacionales
| Botsuana    |                           |              |
| Francistown | Aeropuerto de Francistown | Air Botswana |
| Kasane      | Aeropuerto de Kasane      | Air Botswana |
| Maun        | Aeropuerto de Maun        | Air Botswana |

### Destinos internacionales
| Ciudades por países                       | Nombre del aeropuerto                       | Aerolíneas        | Aeronaves | Frecuencias semanales |        |
| África                                    | África                                      | África            | África    | África                | África |
| ----------------------------------------- | ------------------------------------------- | ----------------- | --------- | --------------------- | ------ |
| Etiopía                                   |                                             |                   |           |                       |        |
| Addis Abeba                               | Aeropuerto Internacional de Bole            | Ethiopian         | B7x7      |                       |        |
| Johannesburgo                             |                                             |                   |           |                       |        |
| Aeropuerto Internacional de Johannesburgo | Air Botswana Airlink South African Airways  | ATR 72-600 E A3xx |           |                       |        |
| Ciudad del Cabo                           | Aeropuerto Internacional de Ciudad del Cabo | Air Botswana      | E-170LR   |                       |        |
| Zambia                                    |                                             |                   |           |                       |        |
| Lusaka                                    | Aeropuerto Internacional de Lusaka          | Air Botswana      | E-170LR   |                       |        |
| Zimbabue                                  |                                             |                   |           |                       |        |
| Harare                                    | Aeropuerto Internacional de Harare          | Air Botswana      | E-170LR   |                       |        |